# Daniel J. Sullivan
Daniel J. Sullivan (Wray, 11 giugno 1940) è un regista teatrale statunitense.

## Biografia
Daniel J. Sullivan è nato a Wray, figlio di Mary Catherine Hutton e John Martin Sullivan. Sullivan è cresciuto a San Francisco, dove si è laureato alla San Francisco State University. È entrato nel mondo dello spettacolo come attore teatrale, facendo il suo debutto a Broadway nel 1968 e andando a vanti a recitare sulle scene londinesi per qualche anno, recitando tra gli altri ne L'anima buona di Sezuan e in Un tram che si chiama Desiderio con Rosemary Harris. Dopo essere stato assistente alla regia nella prima di Broadway del musical cult Hair nel 1968, Sullivan fece il suo esordio come regista nel 1971 con la pièce Scene from American Life, per cui ha vinto il Drama Desk Award. Per il grande schermo ha diretto soli il film del 1997 Il colore del fuoco.
Dalla seconda metà degli anni settanta Sullivan si è dedicato quasi esclusivamente alla regia, dirigendo oltre due dozzine di opere di prosa a Broadway. Tra i suoi numerosi crediti teatrali si annoverano apprezzate regie di classici del teatro moderno a Broadway, tra cui L'aratro e le stelle (1973), The Heidi Chronicles (1989), Una luna per i bastardi (2000), Proof (2000), Il maggiore Barbara (2001), La tana del bianconiglio (2006), Prelude to a Kiss (2007), Il ritorno a casa (2007), Top Girls (2008), Brave persone (2011), Glengarry Glen Ross (2012), Le piccole volpi (2017) e Santa Giovanna (2018). Nel corso della sua carriera è stato candidato a otto Tony Award al miglior regista di un'opera teatrale, vincendone uno nel 2001 per Proof. Sullivan ha diretto le prime di tre opere poi premiate con il Premio Pulitzer per la drammaturgia: The Heidi Chronicles (1989), Good People (2001) e La tana del bianconiglio (2006) 
Sullivan è sposato con l'attrice e coreografa Mimi Lieber, con cui ha avuto tre figli, un maschio e due femmine.

## Filmografia
- Il colore del fuoco (Substance of Fire) (1997)